# Shinagawa Daiki
Daiki Shinagawa (sinh ngày 7 tháng 6 năm 1990) là một cầu thủ bóng đá người Nhật Bản.

## Sự nghiệp câu lạc bộ
Daiki Shinagawa đã từng chơi cho Kamatamare Sanuki.